# Кантрида
Кантрида (хорв. Kantrida) — футбольный стадион, расположенный в городе Риека (Хорватия). Вместимость стадиона составляет 10 275 зрителей. Стадион Кантрида — домашняя арена футбольного клуба «Риека».
Территория нынешнего стадиона ранее использовалась как каменный карьер пока не было создано первое футбольное поле на этом месте в 1911 году для футбольного клуба «ХШК Виктория» из Сушака (ныне часть города Риеки; в то время отдельный город к востоку от неё),. Первый матч на Кантриде состоялся в 1913 году, в товарищеской игре встретились «Виктория» и «Граджянски» из Загреба.
«Виктория» продолжала проводить матчи на Кантриде вплоть до окончания Первой мировой войны и распада Австро-Венгрии в 1918 году. Сначала Риека была провозглашена частью Республики Фиуме (1919—1920), затем — Свободным городом Фиуме (1920—1924), после чего была аннексирована Королевством Италия в 1924 году, в составе которого и находилась до окончания Второй мировой войны. В этот период между 1919-м и 1945-м годами Сушак, город базирования «Виктории», располагался по другую сторону границы и входил в состав Королевства Югославия, поэтому клуб не мог использовать стадион.
В 1925 году на стадионе были возведены трибуны, рассчитанные на 8 000 человек, недавно созданным местным итальянским футбольным клубом «Фьюмана», использовавшим стадион в период с 1926-го по 1945-й год. Стадион в это время носил название Муниципальный стадион дель Литторио (итал. Stadio Comunale del Littorio), а часто именовался просто Боргомарина (итал. Borgomarina) по итальянскому названию пригорода Риеки, где находился стадион.
После Второй мировой войны город Риека и его окрестности стали частью СФР Югославии, а команды «Фьюмана» и «Виктория» были расформированы в 1945 году. Новый клуб «НК Кварнер» был основан в 1946 году, заменивший расформированные и занявший стадион. В 1954 году команда была переименована в «Риеку», и с тех пор она является главной командой города и принимает гостевые команды на Кантриде.
Стадион ремонтировался дважды: в 1951 и 1958 годах. Ранее его вместимость составляла около 25 000 зрителей, но в 1999 году она была сокращена до примерно 12 600 человек (согласно стандартам безопасности УЕФА). Прожекторы были установлены в 1975 году.
Помимо домашних матчей «Риеки» стадион принимает у себя ежегодный международный турнир Кварнерская Ривьера для молодёжных команд, впервые состоявшийся в 1953 году.
Расположение стадиона между огромной скалой и морем  стало причиной его включения в список самых необычных футбольных стадионов мира, составленный в 2011 году CNN.
В августе 2012 года на стадионе был установлен светодиодный графический экран (площадью в 80 м²), крупнейший в Хорватии.
В апреле 2014 года стадион был включён в Топ-13 красивейших спортивных сооружений в мире, составленный телеканалом Eurosport.

## Матчи сборной Хорватии по футболу на стадионе
| #                         | Дата                      | Соревнование              | Соперник                  | Результат                 | Зрители                   |
| Хорватия (1990—наст. вр.) | Хорватия (1990—наст. вр.) | Хорватия (1990—наст. вр.) | Хорватия (1990—наст. вр.) | Хорватия (1990—наст. вр.) | Хорватия (1990—наст. вр.) |
| ------------------------- | ------------------------- | ------------------------- | ------------------------- | ------------------------- | ------------------------- |
| 1                         | 22.12.1990                | товарищеский матч         | Румыния                   | 2:0                       | 5 000                     |
| 2                         | 28.02.1996                | товарищеский матч         | Польша                    | 2:1                       | 10 000                    |
| 3                         | 03.06.1998                | товарищеский матч         | Иран                      | 2:0                       | 10 000                    |
| 4                         | 28.02.2001                | товарищеский матч         | Австрия                   | 1:0                       | 2 000                     |
| 5                         | 13.02.2002                | товарищеский матч         | Болгария                  | 0:0                       | 4 000                     |
| 6                         | 29.05.2004                | товарищеский матч         | Словакия                  | 1:0                       | 7 000                     |
| 7                         | 07.02.2007                | товарищеский матч         | Норвегия                  | 2:1                       | 8 000                     |
| 8                         | 16.10.2007                | товарищеский матч         | Словакия                  | 3:0                       | 6 000                     |
| 9                         | 24.05.2008                | товарищеский матч         | Молдова                   | 1:0                       | 8 000                     |
| 10                        | 08.10.2009                | товарищеский матч         | Катар                     | 3:2                       | 6 000                     |
| 11                        | 11.10.2011                | квалификация Евро 2012    | Латвия                    | 2:0                       | 8 370                     |